# Фонд Дрозос
Фонд Дрозос (нем. Drosos Stiftung) — благотворительная организация, основанная в 2003 году в Цюрихе. Среди целей Фонда были заявлены: способствовать образованию, снабжению продовольствием и здравоохранению в бедных регионах, а также защите окружающей среды. Фонд был основан благодаря частной инициативе.
Высшим органом фонда является учредительный совет, в который входят Штефан Крафт, Маркус Э. Кронауэр, Франц фон Дэникен, Эдит Крайс-Кольб и Франк Шневлин. Совет отвечает за выработку стратегических направлений и принятие важнейших решений.
Администрация фонда решает текущие задачи и проводит экспертизу проектов. В администрацию входят:
- председатель д-р Франц фон Деникен, который ушел с поста государственного секретаря Министерства иностранных дел Швейцарии в середине февраля 2005 г., дабы посвятить себя развитию фонда,
- заведующий бухгалтерией Патрик Зутер,
- менеджер проектов Ангелика Люти,
- сотрудница по проекту, Северина Эггеншпилер, ответственная за проект,
- Тобиас Ленгсфельд, заведующий филиалом в Каире.